# Arquitectura Silvermont

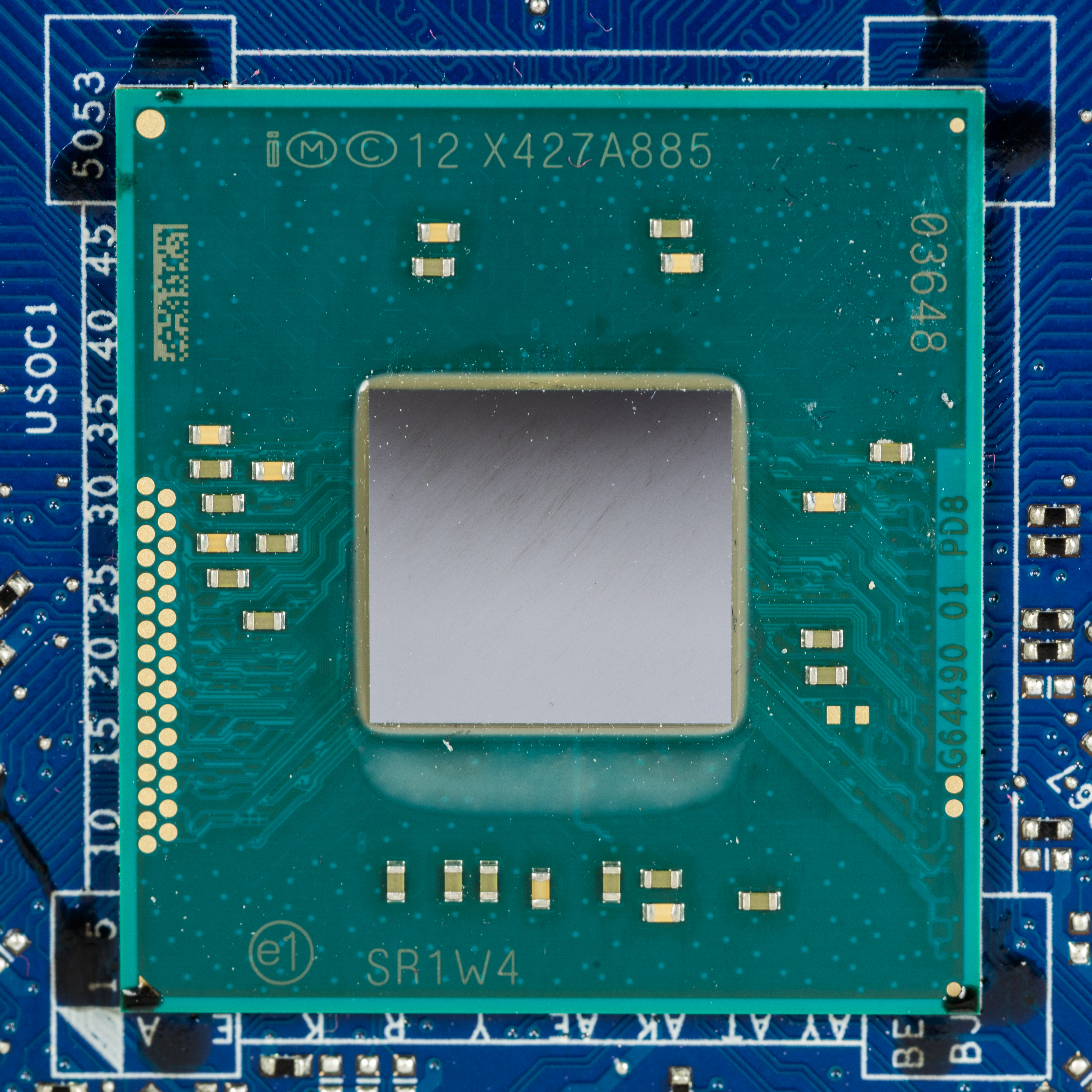
Intel Mobile Celeron N2830

Silvermont es una microarquitectura orientada a los procesadores de bajo consumo y diseñada por Intel. Ésta microarquitectura está dirigida especialmente a dispositivos que necesitan una mayor autonomía, como por ejemplo smatphones. Se utiliza en system on a chip o SoC, el cual dispone de 4 familias.
- Merrifield y Moorefield -> SoCs orientados a Teléfonos inteligentes y tabletas
- Bay Trail -> SoCs orientados a tabletas y netbooks
- Avoton -> SoCs orientados para microservidores.
- Rangeley -> SoCs orientados a infraestructuras de red y comunicación.

## Arquitectura
Silvermont es un microprocesador de 64 bits que utiliza el primer núcleo de bajo consumo diseñado en 22 nanómetros. Conserva algunas similitudes con Saltwell, pero hay bastantes aspectos que han cambiado, fundamentalmente para mejorar la eficiencia de la arquitectura. El pipeline  es 2 ciclos más cortos que el de la arquitectura Saltwell, y la penalización por predicción errónea es de 3 ciclos.
Su núcleo decodifica y ejecuta 2 instrucciones e inicia 5 operaciones por ciclo. Consume sobre 1W/núcleo y es la elección de Intel para SoCs de baja potencia en el rango de 1-4W.
El resultado final de todas las mejoras de Silvermont, de fetch y decodificación, es un aumento de aproximadamente 50% en el rendimiento de instrucciones por ciclo de reloj (IPC) en comparación con la generación anterior. Esa mejora se ve agravada por la frecuencia de reloj más alta y la integración en SoCs con subsistemas complementarios más rápidos.
Cada módulo de doble núcleo conecta con la estructura del SoC mediante una conexión dedicada punto a punto, interfaz conocida como IDI. Esta interfaz tiene canales independientes de escritura y lectura y cuenta con un mayor ancho de banda y una latencia más baja que el anterior bus del Atom. Los módulos de Silvermont se conectan al agente de sistema mediante IDI. Después, el agente de sistema traspasa la solicitud al controlador de memoria para acceder a la DRAM.
La caché L2 en cada módulo Silvermont es de 1 MB y está compartida entre los dos núcleos. 
Cada módulo Silvermont es alimentado por un único voltaje, es decir, no pueden trabajar los núcleos de un módulo a diferentes voltajes, pero si que pueden funcionar a distintas frecuencias, independientemente de la frecuencia a la que estén trabajando los otros núcleos. Cuando las frecuencias son diferentes, la caché L2 compartida se ejecuta a la mayor de las dos frecuencias.
Silvermont tiene el control sobre cada núcleo para gestionar la energía, dando la posibilidad de caer en el estado C6 “deep sleep” de forma independiente. Cuando lo hace, corta completamente la corriente al núcleo completo.
Los módulos tienen la capacidad de elegir entre un conjunto de sub-estados C6 en función del estado de sus dos núcleos. La caché L2 puede mantenerse en plena actividad, parcialmente funcionando o apagada por completo.